# Zygmunt legnicki
Zygmunt (ur. 31 stycznia 1632, zm. 14 lipca 1664) – baron legnicki, syn piastowskiego księcia Jana Chrystiana i jego drugiej małżonki Anny Jadwigi von Sitzsch.

## Życiorys
Imię barona nawiązywało najprawdopodobniej do dynastii Hohenzollernów, pojawiło się wśród Piastów legnicko–brzeskich po raz pierwszy. 1 października 1659 w Osieku Zygmunt poślubił baronównę Ewę Eleonorę von Bibran und Model, córkę barona Henryka. Małżeństwo barona legnickiego pozostało bezpotomne, a po śmierci męża Eleonora wyszła za mąż za Jana Fryderyka von Maltzahn. Zygmunt Piastowicz został najprawdopodobniej pochowany w Osieku.

## Genealogia
| Joachim Fryderyk Piastowicz ur. 29 IX 1550 zm. 25 III 1602 | Joachim Fryderyk Piastowicz ur. 29 IX 1550 zm. 25 III 1602 |                                                           |                                                           | Anna Maria Askańska ur. 13 VI 1561 zm. 11 XI 1605 | Anna Maria Askańska ur. 13 VI 1561 zm. 11 XI 1605 |  |  | Friedrich von Sitzsch ur. ? zm. ? | Friedrich von Sitzsch ur. ? zm. ? |                                                        |                                                        | nieznana ur. ? zm. ? | nieznana ur. ? zm. ? |
|                                                            |                                                            |                                                           |                                                           |                                                   |                                                   |  |  |                                   |                                   |                                                        |                                                        |                      |                      |
|                                                            |                                                            |                                                           |                                                           |                                                   |                                                   |  |  |                                   |                                   |                                                        |                                                        |                      |                      |
|                                                            |                                                            | Jan Chrystian Piastowicz ur. 28 VIII 1591 zm. 25 XII 1639 | Jan Chrystian Piastowicz ur. 28 VIII 1591 zm. 25 XII 1639 |                                                   |                                                   |  |  |                                   |                                   | Anna Jadwiga von Sitzsch ur. 13 I 1611 zm. 16 VII 1639 | Anna Jadwiga von Sitzsch ur. 13 I 1611 zm. 16 VII 1639 |                      |                      |
|                                                            |                                                            |                                                           |                                                           |                                                   |                                                   |  |  |                                   |                                   |                                                        |                                                        |                      |                      |
|                                                            |                                                            |                                                           |                                                           |                                                   |                                                   |  |  |                                   |                                   |                                                        |                                                        |                      |                      |
|                                                            |                                                            |                                                           |                                                           |                                                   |                                                   |  |  |                                   |                                   |                                                        |                                                        |                      |                      |

|  |  | Ewa Eleonora von Bibran und Model ur. XII 1644 zm. 6 VIII 1671 OO 1 X 1659 | Ewa Eleonora von Bibran und Model ur. XII 1644 zm. 6 VIII 1671 OO 1 X 1659 | Zygmunt Piastowicz ur. 31 I 1632 zm. 14 VII 1664 | Zygmunt Piastowicz ur. 31 I 1632 zm. 14 VII 1664 |  |  |  |  |
|  |  |                                                                            |                                                                            |                                                  |                                                  |  |  |  |  |
|  |  |                                                                            |                                                                            |                                                  |                                                  |  |  |  |  |